# SEAT 133
SEAT(Fiat) 133 — автомобиль особо малого класса (mini) с задним расположением двигателя, разработанный компанией SEAT и производившийся в Испании с 1974 по 1979 год.
Автомобиль получил шасси и силовой агрегат от заднемоторного SEAT 850 образца 1964 года и новый кузов, сильно напоминающий переднеприводной Fiat 127 образца 1971 года. Таким образом, сочетались всё ещё популярная в горной стране заднемоторная схема с заметно более просторным и безопасным кузовом, чем у итальянской заднемоторной модели Fiat 126 образца 1972 года.
Автомобиль был представлен на автосалоне в Барселоне в мае 1974 года. Примечательно, что первоначально степень сжатия в двигателе составляла всего 8:1, что позволяло автомобилю работать на бензине с октановым числом 85. Это было вполне нормально по испанским стандартам того времени, в то время как в других западноевропейских странах бензин „регуляр“ производился с заметно большим октановым числом.
Модель SEAT 133  пришла на замену сразу двум моделям: SEAT 850 и SEAT 600, причём, последних к 1974 году было произведено впечатляющее количество — около 800 000.
В первые месяцы SEAT 133 продавался только в Испании, причём, продажи были не слишком успешными по причине перегрева двигателя. Тем не менее, автомобиль завоевал большую популярность в Египте, где на мощностях фирмы El Nasr было развёрнуто сборочное производство. Отдельные экземпляры SEAT 133 эксплуатируются в Египте и поныне. С осени 1974 года начался экспорт SEAT 133 в ФРГ, где модель пользовалась определённым спросом у консервативных поклонников заднемоторной компоновки. Здесь модель продавалась как Fiat 133 и расположилась в линейке между моделями 126 и 127. Экспорт в Англию начался летом 1975 года. На рынках за пределами Испании, где марка SEAT была неизвестна и отсутствовала её фирменная дилерская сеть, автомобиль продавали как Fiat 133 через дилерскую сеть Fiat.
В Испании было произведено около 200 000 ед. SEAT 133. Ещё 15 821 ед. Fiat 133 и рестайлингового Fiat 133B (1980 г.) были выпущены компанией Fiat-Sevel на заводе Cordoba в Аргентине с 1977 по 1982 год.